# 小行星14071
小行星14071（14071 Gadabird）是一颗绕太阳运转的小行星，为主小行星带小行星。该小行星于1996年5月11日发现。

## 轨道参数
小行星14071的轨道半长轴为2.8554573 UA，离心率为0.05。